# Institute of Mathematics and its Applications
Pour les articles homonymes, voir IMA.
L'Institute of Mathematics and its Applications (IMA) est l'association professionnelle  de mathématiciens britanniques; elle est l'une des principales sociétés savantes britanniques en mathématiques (l'autre étant la London Mathematical Society).
L'IMA a pour objectif d'avancement des mathématiques et de leurs applications, le soutien et la promotion d'actions orientées vers l'avancement, l'enseignement et les applications des mathématiques, l'élaboration et le maintien de  standards élevés de conduite professionnelle pour les membres, et la promotion, l'encouragement et le développement de l'éducation et l'exercice en mathématiques.

## Histoire
En 1959, la création d'une association professionnelle est proposée indépendamment par Michael James Lighthill, par un groupe de directeurs de départements de mathématiques de plusieurs collèges de technologie et par des mathématiciens intéressés venant d'universités, de l'industrie et des établissements de recherche du gouvernement. Après de longues discussions, le nom et la constitution de l'institut ont été confirmés en 1963 et l'IMA a été approuvée comme une société à responsabilité limitée en 1964. Parmi les présidents qui se sont succédé à l'IMA depuis Michael James Lighthill, il y a  Charles Coulson, Hermann Bondi, le duc d'Édimbourg, Kathleen Ollerenshaw, David Crighton, David Abrahams, et Alistair Fitt (depuis 2018).

## Membres
L'IMA compte en 2018 environ 5 000 membres, dont 10% vivent hors du Royaume-Uni. Quarante pour cent des membres sont employés dans l'éducation (des écoles jusqu'aux universités) et soixante pour cent travaillent dans des organisations économiques ou gouvernementales. L'Institut distingue 5 catégories réunis en 3 groupes. Les membres se repartissent (en 2018) en :
- Affiliés (3%)
- Étudiants (6%)
- Associés (24%)
- Membres (35%)
- Fellows (28%)

et des membres honoraires. 
Fellow (FIMA)
Les fellows possèdent au moins sept années d'expérience et occupent un poste de cadre supérieur ou technique dans un domaine impliquant l'utilisation ou une expertise en des mathématiques ou de leur formation. 
Membre (MIMA)
Les membres ont un diplôme approprié, une période minimale de trois ans de d'usage et d'expérience après l'obtention du diplôme et un poste de responsabilité impliquant l'application des connaissances mathématiques ou une formation en mathématiques.
Membre associé (AMIMA)
Un membre associé possède un diplôme en mathématiques, ou un diplôme jumelé de mathématiques et d'une autre discipline, ou un diplôme avec une composante mathématique suffisante, comme on en physique ou ingénierie.
Étudiant
Un membre étudiant suit un cursus qui doit mener à une qualification de membre associé. 
Affilié
Aucune condition est nécessaire pour ce groupe.  

## Statut professionnel
En 1990, l'Institut a été admis par Charte royale et a par la suite reçu le droit d'octroyer le statut de « mathématicien agréé » (Chartered mathematician ou CMath). . L'Institut peut également désigner des personnes pour l'obtention du titre d'« expert scientifique agréé » (Chartered Scientist ou CSci) sous licence du Conseil des sciences. L'institut peut également décerner le titre de Chartered Mathematics Teacher ou CMathTeach.

## Publications

### Mathematics Today
Mathematics Today est une publication de mathématiques d'intérêt général destinée principalement aux membres de l'Institut, publiée 6 fois par an et contenant des articles, des comptes-rendus, des rapports et d'autres informations sur l'évolution des mathématiques et de ses applications.

### Journaux scientifiques
Huis périodiques de recherche sont publiées par Oxford University Press pour le compte de l'IMA :
- Transactions of Mathematics and its Applications
- Information and Inference
- IMA Journal of Applied Mathematics
- IMA Journal of Numerical Analysis
- Mathematical Medicine and Biology
- IMA Journal of Mathematical Control and Information
- IMA Journal of Management Mathematics
- Teaching Mathematics and its Applications

### Autres manifestations
Une série d'articles dans une catégorie appelée Mathematics Matters.  L'IMA publie aussi des actes de conférences, des monographies et des newsletters spécialisées.
L'Institut organise de 8 à 10 conférences par an. Ce sont des rencontres de spécialistes où de nouvelles recherches sont présentées et discutées.

## Activités et soutien en éducation
L'IMA a une forte activité de soutien à l'enseignement supérieur et l'éducation dans les écoles des comités du groupe des écoles et de l'enseignement supérieur.
L'IMA  applique un schéma d'approbation des programmes, qui fournit une « approbation de principe » pour les cours menant à un diplôme qui répondent aux exigences en matière de formation du Chartered Mathematician. Pour que les programmes soient approuvés, l'IMA exige que le programme mène à un baccalauréat spécialisé d'au moins trois ans, ce qui satisfait à un seuil des deux tiers d'un contenu mathématique normalement exigé. Les programmes doivent également satisfaire à la norme QAA pour les mathématiques et au cadre pour la qualification à l'enseignement supérieur.
L'IMA offre des bourses d'enseignement allant jusqu'à 600 £ pour permettre à des personnes du Royaume-Uni travaillant dans les écoles ou dans l'enseignement supérieur pour les aider dans diverses activités comme la participation à une conférence, à couvrir les dépenses d'un conférencier intervenant dans une école, ou à l'organisation d'une conférence.
L'IMA emploie également un chargé de liaison avec les universités pour promouvoir les mathématiques et l'IMA auprès des étudiants qui entreprennent des activités de mathématiques et qui agit comme moyen de soutien. Dans le cadre de ce soutien, l'IMA gère le programme de bourses de liaison avec les universités pour fournir aux sociétés de mathématiques universitaires des subventions allant jusqu'à 400 livres sterling pour organiser davantage d'activités et travailler plus étroitement avec l'IMA.
L'IMA a des représentants dans tout un ensemble d'organisations scientifiques ou commissions parlementaires

## Prix décernés
L'IMA décerne 
- la médaille Christopher-Zeeman[17], qui vise à « rendre hommage aux mathématiciens qui ont excellé dans la promotion des mathématiques auprès du grand public », conjointement avec la London Mathematical Society ;
- le prix David Crighton[18] ;
- le prix Lighthill-Thwaites, conjointement avec le British Applied Mathematics Colloquium (BAMC) biennal est un prix récompensant des recherches originales.
- le prix Leslie Fox en analyse numérique, le prix Catherine Richards pour les meilleurs articles de Mathematics Today est la médaille IMA en or pour des contributions exceptionnelles aux mathématiques et à ses application sur une longue période.

L'IMA attribue des prix pour étudiants dans la plupart des universités du Royaume-Uni qui ont un cursus de mathématiques. Chaque prix étudiant consiste en l'admission comme membre à l'IMA.

## Articles liés
- List of Mathematical Societies (en)
- Council for the Mathematical Sciences (en)
- Prix Leslie Fox